# Frankrijk op de Olympische Zomerspelen 2004
Frankrijk nam deel aan de Olympische Zomerspelen 2004 in Athene, Griekenland. Er werden in totaal vijf medailles minder gehaald dan bij de voorgaande editie.

## Medailleoverzicht
| Sport        | Olympiër                                                                   | Discipline             | Medaille |
| ------------ | -------------------------------------------------------------------------- | ---------------------- | -------- |
| Gymnastiek   | Émilie Le Pennec                                                           | brug (v)               | Goud     |
| Kanovaren    | Benoît Peschier                                                            | K-1 slalom (m)         | Goud     |
| Kanovaren    | Tony Estanguet                                                             | C-1 slalom (m)         | Goud     |
| Paardensport | Arnaud Boiteau Didier Courrèges Cédric Lyard Jean Teulère Nicolas Touzaint | eventing team          | Goud     |
| Roeien       | Adrien Hardy Sébastien Vieilledent                                         | dubbel-twee (m)        | Goud     |
| Schermen     | Brice Guyart                                                               | floret (m)             | Goud     |
| Schermen     | Érik Boisse Fabrice Jeannet Jérôme Jeannet Hugues Obry                     | degen team (m)         | Goud     |
| Schermen     | Julien Pillet Damien Touya Gaël Touya                                      | sabel team (m)         | Goud     |
| Wielrennen   | Julien Absalon                                                             | mountainbike mannen    | Goud     |
| Zeilen       | Faustine Merret                                                            | plankzeilen (m)        | Goud     |
| Zwemmen      | Laure Manaudou                                                             | 400m vrije slag (v)    | Goud     |
| Boksen       | Jérôme Thomas                                                              | -51kg (m)              | Zilver   |
| Judo         | Frédérique Jossinet                                                        | -48kg (m)              | Zilver   |
| Roeien       | Frédéric Dufour Pascal Touron                                              | lichte dubbel-twee (m) | Zilver   |
| Schermen     | Laura Flessel                                                              | degen (v)              | Zilver   |
| Taekwondo    | Myriam Baverel                                                             | -67kg (v)              | Zilver   |
| Tennis       | Amélie Mauresmo                                                            | enkelspel (v)          | Zilver   |
| Wielersport  | Arnaud Tournant                                                            | Tijdrit (m)            | Zilver   |
| Zwemmen      | Malia Metella                                                              | 50m vrije slag (v)     | Zilver   |
| Zwemmen      | Laure Manaudou                                                             | 800m vrije slag (v)    | Zilver   |
| Atletiek     | Naman Keïta                                                                | 400m horden (m)        | Brons    |
| Atletiek     | Christine Arron Sylviane Felix Muriel Hurtis-Houairi Véronique Mang        | 4x100m (v)             | Brons    |
| Kanovaren    | Fabien Lefèvre                                                             | K-1 slalom (m)         | Brons    |
| Schermen     | Maureen Nisima                                                             | degen (v)              | Brons    |
| Schermen     | Maureen Nisima Sarah Daninthe Laura Flessel Hajnalka Kiraly Picot          | degen team (v)         | Brons    |
| Taekwondo    | Pascal Gentil                                                              | +80kg (m)              | Brons    |
| Wielrennen   | Mickaël Bourgain Laurant Gane Arnaud Tournant                              | sprint team (m)        | Brons    |
| Worstelen    | Anna Gomis                                                                 | -55kg vrije stijl (v)  | Brons    |
| Worstelen    | Lise Legrand                                                               | -63kg vrije stijl (v)  | Brons    |
| Zeilen       | Pascal Rambeau Xavier Rohart                                               | star (m)               | Brons    |
| Zwemmen      | Hugues Duboscq                                                             | 100m schoolslag (m)    | Brons    |
| Zwemmen      | Solenne Figuès                                                             | 200m vrije slag (v)    | Brons    |
| Zwemmen      | Laure Manaudou                                                             | 100m rugslag (v)       | Brons    |

## Deelnemers en resultaten per onderdeel

### Atletiek
| Olympiër                                                      | Onderdeel                | Resultaat | Prestatie |
| ------------------------------------------------------------- | ------------------------ | --------- | --- |
| Eddy de Lépine                                                | 100m (m)                 | DNF       | serie 10: 5de in 10,27 kwartfinale 3: niet gestart                                                                |
| Issa-Aimé Nthépé                                              | 100m (m)                 | 57e       | serie 6: 5de in 10,67                                                                                             |
| Ronald Pognon                                                 | 100m (m)                 | 15e       | serie 5: 2de in 10,18 kwartfinale 1: 4de in 10,15 halve finale 1: 7de in 10,32                                    |
| Leslie Djhone                                                 | 400m (m)                 | 7e        | serie 8: 1ste in 45,40 halve finale 1: 3de in 45,01 finale: 7de in 44,94                                          |
| Nicolas Aissat                                                | 800m (m)                 | 17e       | serie 4: 4de in 1.45,31 halve finale 1: 5de in 1.47,14                                                            |
| Florent Lacasse                                               | 800m (m)                 | 34e       | serie 7: 3de in 1.46,91                                                                                           |
| Mehdi Baala                                                   | 1500m (m)                | 30e       | serie 2: 13de in 3.46,06                                                                                          |
| Mounir Yemmouni                                               | 1500m (m)                | 34e       | serie 1: 10de in 3.51,08                                                                                          |
| Ismaïl Sghyr                                                  | 10000m (m)               | 8e        | 27.57,09 |
| Ladji Doucouré                                                | 110m horden (m)          | 8e        | serie 1: 1ste in 13,18 (NR) kwartfinale 1: 1ste in 13,23 halve finale 2: 1ste in 13,06 (NR) finale: 8ste in 13,76 |
| Naman Keïta                                                   | 400m horden (m)          | Brons     | serie 5: 2de in 48,88 halve finale 3: 3de in 48,24 finale: 3de in 48,26                                           |
| Vincent Le Dauphin                                            | 3000m steeplechase (m)   | 10e       | serie 2: 5de in 8.20,13 finale: 10de in 8.16,15                                                                   |
| Bouabdellah Tahri                                             | 3000m steeplechase (m)   | 7e        | serie 1: 3de in 8.18,98 finale: 7de in 8.14,26                                                                    |
| David Alerte Frédéric Krantz Issa-Aimé Nthépé Ronald Pognon   | 4x100m (m)               | 14e       | serie 2: 7de in 38,93                                                                                             |
| Leslie Djhone Ahmed Douhou Abderrahim El Haouzy Ibrahima Wade | 4x400m (m)               | 13e       | serie 1: 7de in 3.04,39                                                                                           |
| Driss El Himer                                                | marathon (m)             | 68e       | 2:29.07 |
| El Hassan Lahssini                                            | marathon (m)             | 36e       | 2:19.50 |
| David Boulanger                                               | 50km snelwandelen (m)    | 22e       | 4:01.32 |
| Denis Langlois                                                | 50km snelwandelen (m)    | DNF       | niet gefinisht |
| Eddy Riva                                                     | 50km snelwandelen (m)    | 21e       | 4:00.25 |
| Yann Domenech                                                 | verspringen (m)          | 28e       | kwalificatie groep A: 14de met 7,73m                                                                              |
| Kafétien Gomis                                                | verspringen (m)          | 14e       | kwalificatie groep A: 7de met 7,99m                                                                               |
| Salim Sdiri                                                   | verspringen (m)          | 12e       | kwalificatie groep B: 5de met 8,08m finale: 12de met 7,94m                                                        |
| Julien Kapek                                                  | hink-stap-springen (m)   | 10e       | kwalificatie groep A: 7de met 16,91m finale: 10de met 16,81m                                                      |
| Karl Taillepierre                                             | hink-stap-springen (m)   | 42e       | kwalificatie groep B: 23ste met 15,50m                                                                            |
| Nicolas Guigon                                                | polsstokhoogspringen (m) | 31e       | kwalificatie groep B: 16de met 5,30m                                                                              |
| Romain Mesnil                                                 | polsstokhoogspringen (m) | 18e       | kwalificatie groep A: 9de met 5,65m                                                                               |
| David Brisseault                                              | speerwerpen (m)          | 31e       | kwalificatie groep A: 16de met 71,86m                                                                             |
| Romain Barras                                                 | tienkamp (m)             | 13e       | 8067 punten |
| Laurent Hernu                                                 | tienkamp (m)             | 7e        | 8237 punten |
|                                                               |                          |           | |
| Christine Arron                                               | 100m (v)                 | 10e       | serie 7: 1ste in 11,14 kwartfinale 1: 1ste in 11,10 halve finale 1: 6de in 11,21                                  |
| Véronique Mang                                                | 100m (v)                 | 21e       | serie 1: 2de in 11,4 kwartfinale 2: 6de in 11,39                                                                  |
| Christine Arron                                               | 200m (v)                 | 14e       | serie 7: 2de in 22,60 kwartfinale 3: 4de in 22,90 halve finale 1: 7de in 23,05                                    |
| Sylviane Félix                                                | 200m (v)                 | 12e       | serie 2: 2de in 22,94 kwartfinale 1: 5de in 23,08 halve finale 2: 7de in 22,99                                    |
| Muriel Hurtis                                                 | 200m (v)                 | 24e       | serie 4: 4de in 22,77 kwartfinale 2: 6de in 23,33                                                                 |
| Élisabeth Grousselle                                          | 800m (v)                 | 13e       | serie 2: 3de in 2.00,31 halve finale 1: 6de in 2.00,21                                                            |
| Hind Dehiba                                                   | 1500m (v)                | 25e       | serie 3: 8ste in 4.07,96                                                                                          |
| Latifa Essarokh                                               | 1500m (v)                | 29e       | serie 1: 10de in 4.09,08                                                                                          |
| Maria Martins                                                 | 1500m (v)                | 24e       | serie 2: 4de in 4.05,95 halve finale 2: 12de in 4.12,76                                                           |
| Margaret Maury                                                | 5000m (v)                | 11e       | serie 2: 6de in 14.56,79 finale: 11de in 15.09,77                                                                 |
| Linda Ferga-Khodadin                                          | 100m horden (v)          | 18e       | serie 2: 4de in 13,02                                                                                             |
| Reïna-Flor Okori                                              | 100m horden (v)          | 14e       | serie 5: 1ste in 12,81 halve finale 2: 6de in 12,81                                                               |
| Nicole Ramalalanirina                                         | 100m horden (v)          | 19e       | serie 4: 4de in 13,07                                                                                             |
| Christine Arron Sylviane Félix Muriel Hurtis Véronique Mang   | 4x100m (v)               | Brons     | serie 2: 3de in 42,98 finale: 3de in 42,54                                                                        |
| Hafida Gadi                                                   | marathon (v)             | 52e       | 2:50.29 |
| Rakiya Maraoui-Quétier                                        | marathon (v)             | DNF       | niet gefinisht |
| Corinne Raux                                                  | marathon (v)             | 15e       | 2:35.54 |
| Eunice Barber                                                 | verspringen (v)          | 29e       | kwalificatie groep A: 17de met 6,37m                                                                              |
| Vanessa Boslak                                                | polsstokhoogspringen (v) | 6e        | kwalificatie groep B: 7de met 4,40m finale: 6de met 4,40m                                                         |
| Marie Poissonnier                                             | polsstokhoogspringen (v) | 34e       | kwalificatie groep A: 18de met 4,00m                                                                              |
| Laurence Manfredi                                             | kogelstoten (v)          | 16e       | kwalificatie groep A: 8ste met 17,78m                                                                             |
| Mélina Robert-Michon                                          | discuswerpen (v)         | 31e       | kwalificatie groep A: 16de met 56,70m                                                                             |
| Manuela Montebrun                                             | kogelslingeren (v)       | 15e       | kwalificatie groep B: 9de met 67,90m                                                                              |
| Marie Collonvillé                                             | zevenkamp (v)            | 7e        | 6279 punten |

### Badminton
| Olympiër                           | Onderdeel      | Resultaat | Prestatie                                                    |
| ---------------------------------- | -------------- | --------- | ------------------------------------------------------------ |
| Hongyan Pi                         | enkelspel (v)  | 17e       | 1ste ronde: V van KOR Seo: 6-11, 11-6, 7-11                  |
|                                    |                |           |                                                              |
| Svetoslav Stoyanov Victoria Wright | dubbelspel (g) | 17e       | 1ste ronde: V van DEN Eriksen/Schjoldager: 13-15, 15-2, 5-15 |

### Boksen
| Olympiër        | Onderdeel | Resultaat | Prestatie |
| --------------- | --------- | --------- | --- |
| Redouane Asloum | -48kg (m) | 17e       | 1ste ronde: V van ARM Nalbandyan: 20-27 |
| Jérôme Thomas   | -51kg (m) | Zilver    | 1ste ronde: W van IND Kumar: 37-16 2de ronde: W van DOM Payano: 36-17 kwartfinale: W van UZB Doniyorov: 25-16 halve finale: W van AZE Aslanov: 23-18 'finale: V van CUB Gamboa: 23-38 |
| Ali Hallab      | -54kg (m) | 17e       | 1ste ronde: V van ALG Bouziane: 16-19 |
| Jérôme Thomas   | -57kg (m) | 9e        | 1ste ronde: W van TUN Nejmaoui: 38-13 2de ronde: V van GER Tajbert: 26-40 |
| Willy Blain     | -64kg (m) | 5e        | 1ste ronde: W van TUN Ali: 36-14 2de ronde: W van RUS Maletin: 28-20 kwartfinale: V van THA Boonjumnong: 8-20                                                                         |
| Xavier Noël     | -69kg (m) | 9e        | 1ste ronde: W van HAI Berto: 36-34 2de ronde: V van UKR Polyakov: 25-32 |

### Boogschieten
| Olympiër                                          | Onderdeel       | Resultaat | Prestatie |
| ------------------------------------------------- | --------------- | --------- | --- |
| Jocelyn de Grandis                                | individueel (m) | 51e       | plaatsingsronde: 13de met 663 punten 1ste ronde: V van BHU Peljor: 136-161 |
| Franck Fisseux                                    | individueel (m) | 38e       | plaatsingsronde: 56ste met 622 punten 1ste ronde: V van JPN Yamamoto: 147-155 |
| Thomas Naglieri                                   | individueel (m) | 60e       | plaatsingsronde: 53ste met 626 punten 1ste ronde: V van AUS Cuddihy: 127-148 |
| Jocelyn de Grandis Franck Fisseux Thomas Naglieri | team (m)        | 10e       | plaatsingsronde: 12de met 1911 punten 1ste ronde: V van Japan: 241-254 |
|                                                   |                 |           | |
| Alexandra Fouace                                  | individueel (v) | 34e       | plaatsingsronde: 30ste met 627 punten 1ste ronde: V van JPN Matsushita: 157-165 |
| Bérengère Schuh                                   | individueel (v) | 43e       | plaatsingsronde: 31ste met 626 punten 1ste ronde: V van GRE Romantzi: 143-151 |
| Aurore Trayan                                     | individueel (v) | 59e       | plaatsingsronde: 60ste met 594 punten 1ste ronde: V van CHN Zhang: 122-135 |
| Alexandra Fouace Bérengère Schuh Aurore Trayan    | team (v)        | 4e        | plaatsingsronde: 13de met 1847 punten 1ste ronde: W van Polen: 226-224 kwartfinale: W van India: 228-227 halve finale: V van Zuid-Korea: 234-249 bronzen finale: V van Chinees Taipei: 228-242 |

### Gewichtheffen
| Olympiër          | Onderdeel | Resultaat | Prestatie                                                        |
| ----------------- | --------- | --------- | ---------------------------------------------------------------- |
| Eric Bonnel       | -56kg (m) | DNF       | trekken: geen geldige poging                                     |
| Samson Ndicka     | -62kg (m) | 6e        | trekken: 10de met 127,5kg stoten: 5de met 160kg stoten: 287,5kg  |
| Romuald Ernault   | -69kg (m) | 7e        | trekken: 8ste met 142,5kg stoten: 8ste met 165kg stoten: 307,5kg |
| David Matam       | -85kg (m) | DNF       | trekken: 6de met 167,5kg stoten: geen geldige poging             |
|                   |           |           |                                                                  |
| Virginie Lachaume | -53kg (v) | 7e        | trekken: 7de met 75kg stoten: 8ste met 100kg stoten: 175kg       |

### Gymnastiek
| Olympiër                                                                                        | Onderdeel                | Resultaat  | Prestatie                                                           |
| Trampoline                                                                                      | Trampoline               | Trampoline | Trampoline                                                          |
| ----------------------------------------------------------------------------------------------- | ------------------------ | ---------- | ------------------------------------------------------------------- |
| David Martin                                                                                    | mannen                   | 8e         | kwalificatie: 6de met 67,40 punten finale: 8ste met 39,90 punten    |
| Turnen                                                                                          |                          |            |                                                                     |
| Pierre-Yves Bény                                                                                | ringen (m)               | 5e         | kwalificatie: 5de met 9,750 punten finale: 5de met 9,800 punten     |
| Yann Cucherat                                                                                   | brug (m)                 | 6e         | kwalificatie: 6de met 9,750 punten finale: 6de met 9,762 punten     |
| Benoît Caranobe                                                                                 | individuele meerkamp (m) | 17e        | kwalificatie: 15de met 56,535 punten finale: 17de met 55,973 punten |
| Dimitri Karbanenko                                                                              | individuele meerkamp (m) | 4e         | kwalificatie: 39ste met 54,51 punten                                |
| Pierre-Yves Bény Benoît Caranobe Yann Cucherat Dimitri Karbanenko Florent Marée Johan Mounard   | individuele meerkamp (m) | 9e         | kwalificatie: 9de met 226,231 punten                                |
|                                                                                                 |                          |            |                                                                     |
| Coralie Chacon                                                                                  | sprong (v)               | 8e         | kwalificatie: 7de met 9,450 punten finale: 8ste met 4,456 punten    |
| Émilie Le Pennec                                                                                | brug (v)                 | Goud       | kwalificatie: 4de met 9,662 punten finale: 1ste met 9,687 punten    |
| Soraya Chaouch                                                                                  | individuele meerkamp (v) | 39e        | kwalificatie: 39ste met 35,837 punten                               |
| Marine Debauve                                                                                  | individuele meerkamp (v) | 7e         | kwalificatie: 11de met 37,437 punten finale: 7de met 37,361 punten  |
| Émilie Le Pennec                                                                                | individuele meerkamp (v) | 14e        | kwalificatie: 12de met 37,312 punten finale: 14de met 36,636 punten |
| Coralie Chacon Soraya Chaouch Marine Debauve Émilie Le Pennec Camille Schmutz Isabelle Severino | individuele meerkamp (v) | 6e         | kwalificatie: 6de met 148,759 punten finale: 6de met 110,157 punten |

### Handbal

#### Mannen
| Olympiër | Onderdeel | Resultaat | Prestatie |
| --- | --------- | --------- | --- |
| Joël Abati Grégory Anquetil Cédric Burdet Didier Dinart Jérôme Fernandez Bertrand Gille Guillaume Gille Olivier Girault Michaël Guigou Nikola Karabatic Guéric Kervadec Daniel Narcisse Thierry Omeyer Yohann Ploquin Jackson Richardson | mannen    | 5e        | groep B: 1ste W van Brazilië: 31-17 W van Griekenland: 29-25 W van Hongarije: 26-23 W van Egypte: 22-21 W van Duitsland: 27-22 kwartfinale: V van Rusland: 24-26 5-8ste plek: W van Spanje: 29-27 5-6de plek: W van Griekenland: 33-15 |

| Groep B |             |             |             |             |             |            |            |            |        |
| #       | Land        | Wedstrijden | Wedstrijden | Wedstrijden | Wedstrijden | Doelpunten | Doelpunten | Doelpunten | Punten |
| #       | Land        | G           | W           | G           | V           | V          | T          | Saldo      | Punten |
| 1       | Frankrijk   | 5           | 5           | 0           | 0           | 135        | 108        | +27        | 10     |
| 2       | Hongarije   | 5           | 4           | 0           | 1           | 132        | 124        | +8         | 8      |
| 3       | Duitsland   | 5           | 3           | 0           | 2           | 139        | 110        | +29        | 6      |
| 4       | Griekenland | 5           | 2           | 0           | 3           | 117        | 130        | -13        | 4      |
| 5       | Brazilië    | 5           | 1           | 0           | 4           | 105        | 133        | -28        | 2      |
| 5       | Egypte      | 5           | 0           | 0           | 5           | 110        | 133        | -23        | 0      |

| Ronde       | Datum  | Plaats      | Land  | Score     | Land |
| ----------- | ------ | ----------- | ----- | --------- | ---- |
| Groepsfase  |        |             |       |           |      |
| 14 augustus | Athene | Frankrijk   | 31-17 | Brazilië  |      |
| 16 augustus | Athene | Griekenland | 25-29 | Frankrijk |      |
| 18 augustus | Athene | Frankrijk   | 26-23 | Hongarije |      |
| 20 augustus | Athene | Frankrijk   | 22-21 | Egypte    |      |
| 22 augustus | Athene | Duitsland   | 22-27 | Frankrijk |      |
| Kwartfinale |        |             |       |           |      |
| 24 augustus | Athene | Frankrijk   | 24-26 | Rusland   |      |
| 5-8ste plek |        |             |       |           |      |
| 27 augustus | Athene | Spanje      | 27-29 | Frankrijk |      |
| 5-6de plek  |        |             |       |           |      |
| 28 augustus | Athene | Griekenland | 15-33 | Frankrijk |      |

#### Vrouwen
| Olympiër | Onderdeel | Resultaat | Prestatie |
| --- | --------- | --------- | --- |
| Stéphanie Cano Sonia Cendier Ajaguin Sandrine Delerce Joanne Dudziak Delphine Guehl Sophie Herbrecht Melinda Jacques Myriam Korfanty Leïla Lejeune-Duchemann Nodjialem Myaro Valérie Nicolas Véronique Pecqueux-Rolland Raphaëlle Tervel Estelle Vogein Isabelle Wendling | vrouwen   | 4e        | groep B: 3de V van Denemarken: 26-35 W van Spanje: 27-20 W van Angola: 29-21 V van Zuid-Korea: 23-30 kwartfinale: W van Hongarije: 25-23 halve finale: V van Zuid-Korea: 31-32 bronzen finale: V van Oekraïne: 18-21 |

| Groep B |            |             |             |             |             |            |            |            |        |
| #       | Land       | Wedstrijden | Wedstrijden | Wedstrijden | Wedstrijden | Doelpunten | Doelpunten | Doelpunten | Punten |
| #       | Land       | G           | W           | G           | V           | V          | T          | Saldo      | Punten |
| 1       | Zuid-Korea | 4           | 3           | 1           | 0           | 135        | 103        | +32        | 7      |
| 2       | Denemarken | 4           | 3           | 1           | 0           | 125        | 98         | +27        | 7      |
| 3       | Frankrijk  | 4           | 2           | 2           | 0           | 105        | 106        | -1         | 4      |
| 4       | Spanje     | 4           | 0           | 1           | 3           | 86         | 110        | -24        | 1      |
| 5       | Angola     | 4           | 0           | 1           | 3           | 97         | 131        | -34        | 1      |

| Ronde        | Datum  | Plaats     | Land  | Score      | Land |
| ------------ | ------ | ---------- | ----- | ---------- | ---- |
| Groepsfase   |        |            |       |            |      |
| 15 augustus  | Athene | Denemarken | 35-26 | Frankrijk  |      |
| 17 augustus  | Athene | Frankrijk  | 27-20 | Spanje     |      |
| 21 augustus  | Athene | Angola     | 21-29 | Frankrijk  |      |
| 23 augustus  | Athene | Frankrijk  | 23-30 | Zuid-Korea |      |
| Kwartfinale  |        |            |       |            |      |
| 26 augustus  | Athene | Frankrijk  | 25-23 | Hongarije  |      |
| Halve finale |        |            |       |            |      |
| 27 augustus  | Athene | Frankrijk  | 31-32 | Hongarije  |      |
| Finale       |        |            |       |            |      |
| 28 augustus  | Athene | Oekraïne   | 21-18 | Frankrijk  |      |

### Judo
| Olympiër              | Onderdeel  | Resultaat | Prestatie |
| --------------------- | ---------- | --------- | --- |
| Benjamin Darbelet     | -60kg (m)  | 17e       | 1ste ronde: W van VEN Alvarenga: yuko 2de ronde: V van KOR Choi: waza-ari |
| Larbi Benboudaoud     | -66kg (m)  | 21e       | 1ste ronde: V van TUR Demirel: ippon |
| Daniel Fernandes      | -73kg (m)  | 5e        | 1ste ronde: W van CHN Xie: waza-ari 2de ronde: W van ISR Razvozov: ippon kwartfinale: W van BRA Guilheiro: waza-ari halve finale: V van RUS Makarov: ippon bronzen finale: V van USA Pedro: ippon   |
| Cédric Claverie       | -81kg (m)  | 21e       | 1ste ronde: V van KOR Kwon: waza-ari |
| Frédéric Demontfaucon | -90kg (m)  | 9e        | 1ste ronde: W van MEX Goldschmied: ippon 2de ronde: W van USA Olson: ippon kwartfinale: V van GEO Zviadauri: yuko herkansingen: V van RUS Taov: ippon                                               |
| Ghislain Lemaire      | -100kg (m) | 5e        | 1ste ronde: W van SVK Palkovacs: ippon 2de ronde: W van RUS Maksimov: ippon kwartfinale: V van GER Jurack: yuko herkansingen: W van CUB Despaigne: waza-ari herkansingen 2: V van ISR Ze'evi: ippon |
| Mathieu Bataille      | +100kg (m) | 21e       | 1ste ronde: V van UZB Tangriev: ippon |
|                       |            |           | |
| Frédérique Josselin   | -48kg (v)  | Zilver    | 1ste ronde: W van AUS Chervonsky: waza-ari 2de ronde: W van BLR Moskvina: ippon kwartfinale: W van CHN Gao: waza-ari halve finale: W van GER Matijass: ippon finale: V van JPN Tani: waza-ari       |
| Annabelle Euranie     | -52kg (v)  | 5e        | 1ste ronde: vrij 2de ronde: W van ROU Aluas: waza-ari kwartfinale: W van POR Monteiro: koka halve finale: V van CHN Xian: ippon bronzen finale: V van BEL Heylen: koka                              |
| Barbara Harel         | -57kg (v)  | 5e        | 1ste ronde: vrij 2de ronde: V van CUB Lupetey: ippon herkansingen: W van SUI Göldi: walk-over herkansingen 2: W van RUS Yukhareva: waza-ari bronzen finale: V van NED Gravenstijn: ippon            |
| Lucie Décosse         | -63kg (v)  | 7e        | 1ste ronde: W van ESP Alvarez: ippon 2de ronde: W van AUS Dixon: ippon kwartfinale: V van ARG Krukower: koka herkansingen: W van KOR Lee: waza-ari herkansingen: V van CAN Chisholm: ippon          |
| Céline Lebrun         | -70kg (v)  | 5e        | 1ste ronde: vrij 2de ronde: W van USA Kubes: ippon kwartfinale: W van BRA Silva: koka halve finale: V van JPN Anno: yuko bronzen finale: V van CUB Laborde: ippon                                   |
| Éva Bisseni           | +78kg (v)  | 5e        | 1ste ronde: W van GRE Patsiou: ippon 2de ronde: V van VEN Blanco: koka |

### Moderne vijfkamp
| Olympiër         | Onderdeel | Resultaat | Prestatie   |
| ---------------- | --------- | --------- | ----------- |
| Raphaël Astier   | mannen    | 25e       | 4932 punten |
| Raphaël Astier   | mannen    | 15e       | 5180 punten |
|                  |           |           |             |
| Amélie Caze      | vrouwen   | 11e       | 5144 punten |
| Blandine Lachèze | vrouwen   | 19e       | 4988 punten |

### Kanovaren
| Olympiër                          | Onderdeel     | Resultaat | Prestatie                                                                        |
| Slalom                            | Slalom        | Slalom    | Slalom                                                                           |
| --------------------------------- | ------------- | --------- | -------------------------------------------------------------------------------- |
| Tony Estanguet                    | C-1 (m)       | Goud      | voorronde: 2de met 201,53 halve finale: 2de met 93,37 finale: 1ste met 189,16    |
| Nicolas Peschier                  | C-1 (m)       | 14e       | voorronde: 14de met 221,36                                                       |
| Yann Le Pennec Philippe Quémerais | C-2 (m)       | 5e        | voorronde: 4de met 215,33 halve finale: 2de met 105,79 finale: 5de met 216,79    |
| Fabien Lefèvre                    | K-1 (m)       | Brons     | voorronde: 4de met 190,80 halve finale: 6de met 95,13 finale: 3de met 190,99     |
| Benoît Peschier                   | K-1 (m)       | Goud      | voorronde: 8ste met 194,37 halve finale: 2de met 93,93 finale: 1ste met 187,96   |
|                                   |               |           |                                                                                  |
| Peggy Dickens                     | K-1 (v)       | 4e        | voorronde: 12de met 229,58 halve finale: 2de met 104,95 finale: 4de met 218,80   |
| Vlakwater                         |               |           |                                                                                  |
| Yannick Lavigne José Lenoir       | C-2 500m (m)  | 13e       | serie 2: 7de in 1.49,940 halve finale: 7de in 1.45,548                           |
| Yannick Lavigne José Lenoir       | C-2 1000m (m) | 11e       | serie 2: 5de in 3.35,939 halve finale: 5de in 3.35,232                           |
| Babak Amir-Tahmasseb              | K-1 500m (m)  | 4e        | serie 1: 3de in 1.39,401 halve finale 2: 3de in 1.40,467 finale: 7de in 1.40,187 |
| Babak Amir-Tahmasseb              | K-1 1000m (m) | 12e       | serie 3: 6de in 3.39,882 halve finale 2: 5de in 3.32,582                         |
|                                   |               |           |                                                                                  |
| Nathalie Marie                    | K-1 500m (v)  | 15e       | serie 1: 5de in 1.57,342 halve finale 2: 5de in 1.57,944                         |
| Marie Delattre Anne-Laure Viard   | K-2 500m (v)  | 10e       | serie 1: 5de in 1.45,090 halve finale: 4de in 1.45,626                           |

### Paardensport
| Olympiër                                                                   | Onderdeel   | Resultaat | Prestatie                                                               |
| Dressuur                                                                   | Dressuur    | Dressuur  | Dressuur                                                                |
| -------------------------------------------------------------------------- | ----------- | --------- | ----------------------------------------------------------------------- |
| Julia Chevanne Gimel                                                       | individueel | 16e       | Grand Prix: 19de met 68,750% Grand Prix Special: 16de met 70,560%       |
| Karen Tebar                                                                | individueel | 21e       | Grand Prix: 24ste met 67,958% Grand Prix Special: 21ste met 67,440%     |
| Eventing                                                                   |             |           |                                                                         |
| Arnaud Boiteau                                                             | individueel | DNF       | niet gefinisht                                                          |
| Didier Courrèges                                                           | individueel | 25e       | 105,60 strafpunten                                                      |
| Cédric Lyard                                                               | individueel | 28e       | 70,60 strafpunten                                                       |
| Jean Teulère                                                               | individueel | 4e        | 50,40 strafpunten                                                       |
| Nicolas Touzaint                                                           | individueel | 8e        | 52,40 strafpunten                                                       |
| Arnaud Boiteau Didier Courrèges Cédric Lyard Jean Teulère Nicolas Touzaint | team        | Goud      | 140,40 strafpunten                                                      |
| Springconcours                                                             |             |           |                                                                         |
| Eugenie Angot                                                              | individueel | 36e       | kwalificatie: 12de met 11 strafpunten finale: 16de met 36 strafpunten   |
| Florian Angot                                                              | individueel | 40e       | kwalificatie: 21ste met 17 strafpunten finale: 40ste met 20 strafpunten |
| Bruno Broucqsault                                                          | individueel | DNF       | kwalificatie: niet gefinisht                                            |
| Eric Navet                                                                 | individueel | DNF       | kwalificatie: niet gefinisht                                            |
| Eugenie Angot Florian Angot Bruno Broucqsault Eric Navet                   | team        | 10e       | 24 strafpunten                                                          |

### Roeien
| Olympiër | Onderdeel              | Resultaat | Prestatie                                                                       |
| --- | ---------------------- | --------- | ------------------------------------------------------------------------------- |
| Frédéric Dufour Pascal Touron | lichte dubbel-twee (m) | Zilver    | serie 2: 1ste in 6.14,55 halve finale 2: 1ste in 6.16,33 finale: 2de in 6.21,46 |
| Adrien Hardy Sébastien Vieilledent | dubbel-twee (m)        | Goud      | serie 1: 1ste in 6.45,76 halve finale 1: 2de in 6.12,40 finale: 1ste in 6.29,00 |
| Cédric Berrest Jonathan Coeffic Frédéric Perrier Xavier Philippe                                                                                                 | dubbel-vier (m)        | 13e       | serie 2: 4de in 5.50,74 herkansingen: 4de in 5.50,83                            |
| Jean-David Bernard Laurent Cadot Bastien Gallet Christophe Lattaignant Jean-Baptiste Macquet Donatien Mortelette Anthony Perrot Julien Peudecoeur Bastien Ripoll | acht (m)               | 6e        | serie 1: 4de in 5.29,55 herkansingen: 2de in 5.34,20 finale: 6de in 5.53,31     |
| |                        |           |                                                                                 |
| Gaelle Buniet Caroline Delas | dubbel-twee (v)        | 7e        | serie 1: 4de in 7.41,23 herkansingen: 4de in 7.03,50 finale B: 1ste in 6.52,55  |
| Sophie Balmary Virginie Chauvel | twee-zonder (v)        | 10e       | serie 1: 4de in 7.49,70 herkansingen: 4de in 7.24,19 finale B: 4de in 7.17,94   |

### Schermen
| Olympiër                                                     | Onderdeel       | Resultaat | Prestatie |
| ------------------------------------------------------------ | --------------- | --------- | --- |
| Erik Boisse                                                  | degen (m)       | 4e        | 1ste ronde: vrij 2de ronde: W van THA Rathprasert: 15-9 3de ronde: W van CUB Carillo: 15-11 kwartfinale: W van FRA Jeannet: 15-14 halve finale: V van SUI Fischer: 9-15 bronzen finale: V van RUS Kolobkov: 8-15     |
| Fabrice Jeannet                                              | degen (m)       | 9e        | 1ste ronde: vrij 2de ronde: W van RUS Kochetkov: 15-11 3de ronde: W van KOR Lee: 15-5 kwartfinale: V van FRA Boisse: 14-15                                                                                           |
| Hugues Obry                                                  | degen (m)       | 17e       | 1ste ronde: vrij 2de ronde: V van CUB Carillo: 10-15 |
| Érik Boisse Fabrice Jeannet Jérôme Jeannet Hugues Obry       | degen team (m)  | Goud      | 1ste ronde: W van Verenigde Staten: 45-32 halve finale: W van Duitsland: 45-44 finale: W van Hongarije: 43-32 |
| Loïc Attelly                                                 | floret (m)      | 9e        | 1ste ronde: vrij 2de ronde: W van AUT Schlosser: 15-14 3de ronde: V van FRA Guyart: 4-15 |
| Brice Guyart                                                 | floret (m)      | Goud      | 1ste ronde: vrij 2de ronde: W van ALG el Azizi: 15-3 3de ronde: W van FRA Attelly: 15-4 kwartfinale: W van GER Joppich: 15-12 halve finale: W van ITA Cassara: 15-14 finale: W van ITA Sanzo: 15-13                  |
| Erwan le Pechoux                                             | floret (m)      | 9e        | 1ste ronde: vrij 2de ronde: W van CHN Dong: 15-9 3de ronde: V van ITA Vanni: 8-15 |
| Loïc Attely Brice Guyart Erwann Le Péchoux Jean-Noël Ferrari | floret team (m) | 5e        | 1ste ronde: V van Rusland: 38-45 5-8ste plek: W van Egypte: 45-32 5-6de plek: W van Duitsland: 45-38 |
| Julien Pillet                                                | sabel (m)       | 9e        | 1ste ronde: vrij 2de ronde: W van KOR Oh: 15-13 3de ronde: V van RUS Tsjarikov: 11-15 |
| Damien Touya                                                 | sabel (m)       | 17e       | 1ste ronde: vrij 2de ronde: V van POL Sznajder: 14-15 |
| Gaël Touya                                                   | sabel (m)       | 17e       | 1ste ronde: vrij 2de ronde: V van USA Smart: 11-15 |
| Julien Pillet Damien Touya Gaël Touya                        | sabel team (m)  | Goud      | 1ste ronde: W van China: 45-35 halve finale: W van Verenigde Staten: 45-44 finale: W van Italië: 45-42 |
|                                                              |                 |           | |
| Laura Flessel-Colovic                                        | degen (v)       | Zilver    | 1ste ronde: vrij 2de ronde: W van CUB Comez: 15-9 3de ronde: W van FRA Picot: 15-9 kwartfinale: W van GRE Hristou: 15-13 halve finale: W van HUN Mincza-Nébald: 15-14 finale: V van HUN Nagy: 10-15                  |
| Hajnalka Kiraly Picot                                        | degen (v)       | 9e        | 1ste ronde: vrij 2de ronde: W van CHN Shen: 11-7 3de ronde: V van FRA Flessel-Colovic: 9-15 |
| Maureen Nisima                                               | degen (v)       | Brons     | 1ste ronde: vrij 2de ronde: W van GRE Manganoudaki: 6-5 3de ronde: W van AUS Halls: 15-10 kwartfinale: W van GER Duplitzer: 15-14 halve finale: V van HUN Nagy: 14-15 bronzen finale: W van HUN Mincza-Nébald: 15-12 |
| Maureen Nisima Hajnalka Kiraly Picot Laura Flessel-Colovic   | degen team (v)  | Brons     | 1ste ronde: W van China: 45-33 halve finale: V van Duitsland: 32-33 bronzen finale: W van Canada: 45-37 |
| Adeline Wuilleme                                             | floret (v)      | 5e        | 1ste ronde: W van BLR Silchenko: 15-4 2de ronde: W van ITA Granbassi: 15-9 kwartfinale: V van ITA Vezzali: 8-15 |
| Cécile Argiolas                                              | sabel (v)       | 9e        | 1ste ronde: W van UKR Nedashkovska: 15-9 2de ronde: V van CHN Tan: 11-15 |
| Léonore Perrus                                               | sabel (v)       | 5e        | 1ste ronde: vrij 2de ronde: W van USA Jacobson: 15-13 kwartfinale: V van USA Jacobson: 11-15 |
| Anne-Lise Touya                                              | sabel (v)       | 9e        | 1ste ronde: vrij 2de ronde: V van ITA Zhang: 12-15 |

### Schietsport
| Olympiër          | Onderdeel                  | Resultaat | Prestatie                                                                     |
| ----------------- | -------------------------- | --------- | ----------------------------------------------------------------------------- |
| Franck Dumoulin   | 50m pistool (m)            | 24e       | kwalificatie: 24ste met 550 punten (88-91-92-94-93-92)                        |
| Franck Dumoulin   | 10m luchtpistool (m)       | 20e       | kwalificatie: 20ste met 577 punten (98-91-98-98-95-97)                        |
| Anthony Terras    | skeet (m)                  | 9e        | kwalificatie: 9de met 121 punten (25-23-25-23-25)                             |
| Stéphane Clamens  | trap (m)                   | 9e        | kwalificatie: 9de met 119 punten (25-24-24-24-22)                             |
| Yves Tronc        | trap (m)                   | 27e       | kwalificatie: 27ste met 112 punten (22-24-23-25-18)                           |
|                   |                            |           |                                                                               |
| Valérie Bellenoue | 10m luchtgeweer (v)        | 22e       | kwalificatie: 22ste met 392 punten (96-99-99-98)                              |
| Laurence Brize    | 10m luchtgeweer (v)        | 7e        | kwalificatie: 8ste met 396 punten (98-100-99-99) finale: 7de met 497,9 punten |
| Valérie Bellenoue | 50m geweer 3 houdingen (v) | 16e       | kwalificatie: 16de met 574 punten (198-188-188)                               |
| Laurence Brize    | 50m geweer 3 houdingen (v) | 9e        | kwalificatie: 9de met 578 punten (196-195-187)                                |
| Brigitte Roy      | 25m pistool (v)            | 30e       | kwalificatie: 30ste met 374 punten (95-91-94-94)                              |
| Brigitte Roy      | 10m luchtpistool (v)       | 10e       | kwalificatie: 10de met 578 punten (292-286)                                   |
| Stéphanie Neau    | trap (v)                   | 2e        | kwalificatie: 12de met 57 punten (17-21-19)                                   |

### Schoonspringen
| Olympiër      | Onderdeel     | Resultaat | Prestatie                          |
| ------------- | ------------- | --------- | ---------------------------------- |
| Claire Febvay | 10m toren (v) | 33e       | voorronde: 33ste met 195,06 punten |

### Synchroonzwemmen
| Olympiër                      | Onderdeel | Resultaat | Prestatie                                                      |
| ----------------------------- | --------- | --------- | -------------------------------------------------------------- |
| Virginie Dedieu Laure Thibaud | duet      | 5e        | voorronde: 6de met 95,167 punten finale: 5de met 95,584 punten |

### Tafeltennis
| Olympiër      | Onderdeel     | Resultaat | Prestatie |
| ------------- | ------------- | --------- | --- |
| Patrick Chila | enkelspel (m) | 17e       | 1ste ronde: vrij 2de ronde: W van NGR Toriola: 4-2 (11-3, 8-11, 10-12, 11-7, 11-8, 11-9) 3de ronde: V van GER Boll: 1-4 (3-11, 16-14, 9-11, 3-11, 9-11) |

### Taekwondo
| Olympiër          | Onderdeel | Resultaat | Prestatie |
| ----------------- | --------- | --------- | --- |
| Christophe Negrel | -80kg (m) | 9e        | 1ste ronde: W van NED Stevens: 13-10 kwartfinale: V van AZE Ahmadov: 17-24 |
| Pascal Gentil     | +80kg (m) | Brons     | 1ste ronde: W van NGR Chukwumerije: 2-0 kwartfinale: W van CRC Moitland: 4-(-1) halve finale: V van KOR Moon: 3-5 herkansingen: W van MAR Zrouri: 3-1 bronzen finale: W van JOR Aqil: 6-2 |
|                   |           |           | |
| Gwladys Épangue   | -57kg (v) | 11e       | 1ste ronde: V van ITA Corsi: 17-24 |
| Myriam Baverel    | +67kg (v) | Zilver    | 1ste ronde: W van CAN Bosshart: 7-5 kwartfinale: W van ITA Castrignano: 8-8 halve finale: W van JOR Dawani: 3-3 finale: V van CHN Chen: 5-12                                              |

### Tennis
| Olympiër                          | Onderdeel      | Resultaat | Prestatie |
| --------------------------------- | -------------- | --------- | --- |
| Grégory Carraz                    | enkelspel (m)  | 33e       | 1ste ronde: V van CYP Baghdatis: 7-5, 6-7(5), 5-7 |
| Arnaud Clément                    | enkelspel (m)  | 17e       | 1ste ronde: W van VEN Lapentti: 7-6(5), 6-2 2de ronde: V van CRO Karlović: 6-7(4), 6-4, 4-6 |
| Sébastien Grosjean                | enkelspel (m)  | 5e        | 1ste ronde: W van PER Horna: 6-2, 7-5 2de ronde: W van AUS Arthurs: 7-6(2), 6-3 3de ronde: W van ESP Lopez: 6-7(4), 6-4, 6-0 kwartfinale: V van CHI Gonzalez: 2-6, 6-2, 4-6                                                                            |
| Fabrice Santoro                   | enkelspel (m)  | 17e       | 1ste ronde: W van ITA Volandri: 6-1, 6-2 2de ronde: V van ESP Robredo: 6-1, 3-6, 4-6 |
| Arnaud Clément Sébastien Grosjean | dubbelspel (m) | 17e       | 1ste ronde: V van ZIM Black/Ullyett: 7-5, 4-6, 7-9 |
| Michaël Llodra Fabrice Santoro    | dubbelspel (m) | 5e        | 1ste ronde: W van BEL Malisse/O Rochus: 6-3, 6-2 2de ronde: W van CAN Nestor/Niemeyer: 6-3, 6-7(5), 6-3 kwartfinale: V van CRO Ančić/Ljubičić: 6-4, 3-6, 7-9                                                                                           |
|                                   |                |           | |
| Nathalie Dechy                    | enkelspel (v)  | 33e       | 1ste ronde: V van ARG Suarez: 7-6(1), 6-7(5), 7-9 |
| Amélie Mauresmo                   | enkelspel (v)  | Zilver    | 1ste ronde: W van ESP Martinez: 6-1, 6-4 2de ronde: W van ITA Camerin: 6-0, 6-1 3de ronde: W van USA Rubin: 6-3, 6-1 kwartfinale: W van RUS Koeznetsova: 7-6(5), 4-6, 6-2 halve finale: W van AUS Molik: 7-6(8), 6-3 finale: V van BEL Henin: 3-6, 3-6 |
| Mary Pierce                       | enkelspel (v)  | 5e        | 1ste ronde: W van ESP Garrigues: 6-3, 7-5 2de ronde: W van RUS Petrova: 6-2, 6-1 3de ronde: W van USA V Williams: 6-4, 6-4 kwartfinale: V van BEL Henin: 4-6, 4-6                                                                                      |
| Sandrine Testud                   | enkelspel (v)  | 33e       | 1ste ronde: V van ITA Farina-Elia: 0-6, 2-6 |
| Nathalie Dechy Sandrine Testud    | dubbelspel (v) | 5e        | 1ste ronde: W van SLO Križan/Srebotnik: 7-5, 6-3 2de ronde: W van RUS Koeznetsova/Lichovtseva: 2-6, 7-6(5), 6-3 kwartfinale: V van ARG Suarez/Tarabini: 4-6, 6-1, 4-6                                                                                  |
| Amélie Mauresmo Mary Pierce       | dubbelspel (v) | 9e        | 1ste ronde: W van GRE Daniilídou/Zachariadou: 7-5, 6-1 2de ronde: V van CRO Navrátilová/Raymond: opgave |

### Triatlon
| Olympiër           | Onderdeel | Resultaat | Prestatie  |
| ------------------ | --------- | --------- | ---------- |
| Frédéric Belaubre  | mannen    | 5e        | 1:52.00,53 |
| Carl Blasco        | mannen    | 12e       | 1:53.20,16 |
| Stéphane Poulat    | mannen    | 14e       | 1:53.51,35 |
|                    |           |           |            |
| Delphine Pelletier | vrouwen   | 44e       | 2:22.39,28 |

### Volleybal

#### Beach
| Olympiër                     | Onderdeel | Resultaat | Prestatie |
| ---------------------------- | --------- | --------- | --- |
| Stéphane Canet Mathieu Hamel | mannen    | 17e       | groep B: 4de V van CUB Alvarez/Rossell: 0-2 (18-21, 19-21) W van GER Dieckmann/Scheuerpflug: 2-1 (17-21, 21-18, 15-10) V van BRA Araujo/Insfran: 0-2 (13-21, 14-21) |

#### Zaal
| Olympiër | Onderdeel | Resultaat | Prestatie |
| --- | --------- | --------- | --- |
| Hubert Henno Dominique Daquin Stéphane Antiga Laurent Capet Frantz Granvorka Vincent Montméat Loïc De Kergret Philippe Barça-Cysique Guillaume Samica Mathias Patin Oliver Kieffer Sébastien Frangolacci | mannen    | 9e        | groep B: 5de V van Argentinië: 0-3 (15-25, 23-25, 22-25) V van Servië en Montenegro: 0-3 (21-25, 28-30, 22-25) W van Polen: 3-0 (25-15, 25-18, 25-17) V van Griekenland: 2-3 (22-25, 25-14, 24-26, 25-23, 10-15) W van Tunesië: 3-1 (25-23, 18-25, 25-19, 25-19) |

| Groep A |                      |             |             |             |      |      |       |           |           |           |        |
| #       | Land                 | Wedstrijden | Wedstrijden | Wedstrijden | Sets | Sets | Sets  | Setpunten | Setpunten | Setpunten | Punten |
| #       | Land                 | G           | W           | V           | V    | T    | Saldo | V         | T         | Saldo     | Punten |
| 1       | Servië en Montenegro | 5           | 4           | 1           | 12   | 6    | +6    | 427       | 398       | +29       | 9      |
| 2       | Griekenland          | 5           | 3           | 2           | 12   | 9    | +3    | 475       | 454       | +21       | 8      |
| 3       | Argentinië           | 5           | 3           | 2           | 12   | 9    | +3    | 471       | 457       | +14       | 8      |
| 4       | Polen                | 5           | 3           | 2           | 10   | 9    | +1    | 422       | 419       | +3        | 8      |
| 5       | Frankrijk            | 5           | 2           | 3           | 8    | 10   | -2    | 405       | 394       | +11       | 7      |
| 6       | Tunesië              | 5           | 0           | 5           | 4    | 15   | -11   | 373       | 451       | -78       | 5      |

| Ronde       | Datum  | Plaats      | Land | Score                | Land |
| ----------- | ------ | ----------- | ---- | -------------------- | ---- |
| Groepsfase  |        |             |      |                      |      |
| 15 augustus | Athene | Argentinië  | 3-0  | Frankrijk            |      |
| 17 augustus | Athene | Frankrijk   | 0-3  | Servië en Montenegro |      |
| 19 augustus | Athene | Polen       | 0-3  | Frankrijk            |      |
| 21 augustus | Athene | Griekenland | 3-2  | Frankrijk            |      |
| 23 augustus | Athene | Frankrijk   | 3-1  | Tunesië              |      |

### Wielersport
| Olympiër                                                          | Onderdeel                     | Resultaat | Prestatie |
| Baan                                                              | Baan                          | Baan      | Baan |
| ----------------------------------------------------------------- | ----------------------------- | --------- | --- |
| Mickaël Bourgain                                                  | sprint (m)                    | 8e        | kwalificatie: 4de in 10,264 1ste ronde: W van SVK Jérabek: 10,988 2de ronde: W van AUS Eadie: 10,936 kwartfinale: V van FRA Gané: 0-2 5-8ste plek: 4de                                                              |
| Laurent Gané                                                      | sprint (m)                    | 4e        | kwalificatie: 5de in 10,271 1ste ronde: W van KOR Kim: 11,166 2de ronde: W van ESP Villanueva: 10,772 kwartfinale: W van FRA Bourgain: 2-0 halve finale: V van AUS Bayley: 0-2 bronzen finale: V van GER Wolff: 0-2 |
| Mickaël Bourgain Laurent Gané Arnaud Tournant                     | sprint team (m)               | Brons     | kwalificatie: 1ste in 44,179 1ste ronde: W van Griekenland: 44,128 bronzen finale: W van Australië: 44,359 |
| Fabien Sanchez                                                    | individuele achtervolging (m) | 6e        | kwalificatie: 8ste in 4.20,606 halve finale: V van GBR Wiggins: 4.21,535 |
| Mathieu Ladagnous Anthony Langella Jérôme Neuville Fabien Sanchez | ploegenachtervolging (m)      | 7e        | kwalificatie: 7de in 4.07,336 halve finale: V van Groot-Brittannië: gedubbeld |
| François Pervis                                                   | tijdrit (m)                   | 5e        | 1.02,328 |
| Arnaud Tournant                                                   | tijdrit (m)                   | Zilver    | 1.00,896 |
| Mickaël Bourgain                                                  | keirin (m)                    | 4e        | serie 3: 7de herkansingen: 1ste 2de ronde: 3de finale: niet gefinisht |
| Laurent Gané                                                      | keirin (m)                    | 13e       | serie 2: 6de herkansingen: 6de |
| Franck Perque                                                     | puntenkoers (m)               | 10e       | 43 punten |
| Mathieu Ladagnous Jérôme Neuville                                 | ploegkoers (m)                | DNF       | niet gefinisht |
|                                                                   |                               |           | |
| Sonia Huguet                                                      | puntenkoers (v)               | 13e       | 2 punten |
| Mountainbike                                                      |                               |           | |
| Julien Absalon                                                    | mannen                        | Goud      | 2:15.02 |
| Miguel Martinez                                                   | mannen                        | DNF       | niet gefinisht |
| Jean-Christophe Péraud                                            | mannen                        | 11e       | 2:20.59 |
|                                                                   |                               |           | |
| Laurence Leboucher                                                | vrouwen                       | 8e        | 2:05.34 |
| Weg                                                               |                               |           | |
| Christophe Moreau                                                 | tijdrit (m)                   | 11e       | 59.50,28 |
| Laurent Brochard                                                  | wegwedstrijd (m)              | 44e       | 5:44.13 |
| Sylvain Chavanel                                                  | wegwedstrijd (m)              | DNF       | niet gefinisht |
| Christophe Moreau                                                 | wegwedstrijd (m)              | DNF       | niet gefinisht |
| Richard Virenque                                                  | wegwedstrijd (m)              | 48e       | 5:44.13 |
| Thomas Voeckler                                                   | wegwedstrijd (m)              | 20e       | 5:41.56 |
|                                                                   |                               |           | |
| Jeannie Longo-Ciprelli                                            | tijdrit (v)                   | 14e       | 33.05,72 |
| Edwige Pitel                                                      | tijdrit (v)                   | 20e       | 34.02,35 |
| Sonia Huguet                                                      | wegwedstrijd (v)              | 40e       | 3:30.30 |
| Jeannie Longo-Ciprelli                                            | wegwedstrijd (v)              | 10e       | 3:25.23 |
| Edwige Pitel                                                      | wegwedstrijd (v)              | 32e       | 3:28.39 |

### Worstelen
| Olympiër            | Onderdeel   | Resultaat   | Prestatie |
| Vrije stijl         | Vrije stijl | Vrije stijl | Vrije stijl |
| ------------------- | ----------- | ----------- | --- |
| Vincent Aka-Akesse  | -84kg (m)   | 20e         | groep 3: 3de V van GEO Mindorashvili: 0-3 V van GRE Loizidis: 0-3                                                                          |
|                     |             |             | |
| Angélique Berthenet | -48kg (v)   | 4e          | groep 2: 1ste W van MGL Enkhjargal: 7-4 W van GBS Ross: 3-0 halve finale: V van JPN Icho: 1-12 bronzen finale: V van USA Miranda: 4-12     |
| Anna Gomis          | -55kg (v)   | Brons       | groep 4: 1ste W van KOR Lee: 5-2 W van GRE Poumpouridou: 10-0 halve finale: V van JPN Yoshida: 6-7 bronzen finale: W van SWE Karlsson: 6-0 |
| Lise Legrand        | -63kg (v)   | Brons       | groep 3: 1ste W van BLR Khilko: 7-1 W van TJK Ivanova: 3-0 halve finale: V van JPN Icho: 0-4 bronzen finale: W van GRE Zygouri: 10-0       |
| Grieks-Romeins      |             |             | |
| Mélonin Noumonvi    | -84kg (m)   | 16e         | groep 4: 3de V van ISR Tsitsiahvili: 1-3 V van RUS Mishin: 0-3                                                                             |
| Yannick Szczepaniak | -120kg (m)  | 6e          | groep 1: 1ste W van ARM Galstyan: 3-1 W van VEN Barreno: 10-0 kwartfinale: V van IRI Barzi: 0-3 5-6de plek: V van CUB Lopez                |

### Zeilen
| Olympiër                                        | Onderdeel   | Resultaat | Prestatie                                                |
| ----------------------------------------------- | ----------- | --------- | -------------------------------------------------------- |
| Julien Bontemps                                 | mistral (m) | 9e        | 89 punten: (5-DSQ-9-8-12-11-6-14-4-2-18)                 |
| Guillaume Florent                               | finn (m)    | 8e        | 96 punten: (7-7-5-16-3-9-9-15-13-12-19)                  |
| Nicolas le Berre Gildas Philippe                | 470 (m)     | 5e        | 97 punten: (14-2-13-7-2-17-15-17-12-13-2)                |
| Pascal Rambeau Xavier Rohart                    | star (m)    | Brons     | 54 punten: (3-9-6-15-7-2-4-12-3-1-7)                     |
|                                                 |             |           |                                                          |
| Faustine Merret                                 | mistral (v) | Goud      | 31 punten: (2-13-1-4-2-4-4-5-4-3-2)                      |
| Blandine Rouille                                | europe (v)  | 11e       | 97 punten: (25-17-4-5-5-18-3-14-14-11-6)                 |
| Nadège Douroux Ingrid Petitjean                 | 470 (v)     | 10e       | 100 punten: (8-3-5-7-7-20-19-18-10-14-9)                 |
| Marion Deplanque Anne le Helley Elodie Lesaffre | yngling (v) | 5e        | 57 punten: (3-2-14-11-9-13-10-3-2-3-1)                   |
|                                                 |             |           |                                                          |
| Félix Pruvot                                    | laser       | 15e       | 143 punten: (10-DSQ-32-10-17-8-32-23-1-9-1)              |
| Marc Audineau Stéphane Christidis               | 49er        | 11e       | 130 punten: (6-10-14-11-16-1-12-14-4-18-11-11-4-8-10-14) |
| Olivier Backes Laurent Voiron                   | tornado     | 4e        | 57 punten: (4-12-11-2-5-4-11-5-5-8-2)                    |

### Zwemmen
| Olympiër                                                                   | Onderdeel             | Resultaat | Prestatie                                                                      |
| -------------------------------------------------------------------------- | --------------------- | --------- | ------------------------------------------------------------------------------ |
| Frédérick Bousquet                                                         | 50m vrije slag (m)    | 12e       | serie 10: 1ste in 22,24 halve finale 1: 5de in 22,29                           |
| Julien Sicot                                                               | 50m vrije slag (m)    | 10e       | serie 9: 2de in 22,30 halve finale 1: 4de in 22,26                             |
| Romain Barnier                                                             | 100m vrije slag (m)   | 12e       | serie 9: 1ste in 49,49 halve finale 2: 7de in 49,63                            |
| Frédérick Bousquet                                                         | 100m vrije slag (m)   | 10e       | serie 7: 3de in 49,08 halve finale 2: 6de in 49,25                             |
| Frédérick Bousquet                                                         | 200m vrije slag (m)   | 25e       | serie 8: 8ste in 1.50,96                                                       |
| Frédérick Bousquet                                                         | 400m vrije slag (m)   | 12e       | serie 4: 3de in 3.50,73                                                        |
| Frédérick Bousquet                                                         | 1500m vrije slag (m)  | 11e       | serie 4: 3de in 15.13,56                                                       |
| Simon Dufour                                                               | 100m rugslag (m)      | 16e       | serie 6: 5de in 55,76 halve finale 2: 8ste in 56,15                            |
| Pierre Roger                                                               | 100m rugslag (m)      | 21e       | serie 5: 7de in 56,07                                                          |
| Simon Dufour                                                               | 200m rugslag (m)      | 6e        | serie 5: 4de in 1.59,52 halve finale 1: 3de in 1.58,96 finale: 6de in 1.58,49  |
| Hugues Duboscq                                                             | 100m schoolslag (m)   | Brons     | serie 7: 3de in 1.01,15 halve finale 1: 3de in 1.01,17 finale: 3de in 1.00,88  |
| Hugues Duboscq                                                             | 200m schoolslag (m)   | 25e       | serie 5: 7de in 2.16,56                                                        |
| Frédérick Bousquet                                                         | 100m vlinderslag (m)  | 25e       | serie 5: 4de in 53,63                                                          |
| Franck Esposito                                                            | 100m vlinderslag (m)  | 11e       | serie 8: 2de in 52,61 halve finale 1: 4de in 51,88                             |
| Franck Esposito                                                            | 200m vlinderslag (m)  | 15e       | serie 4: 2de in 1.58,12 halve finale 2: 7de in 1.59,00                         |
| Romain Barnier Frédérick Bousquet Fabien Gilot Amaury Leveaux Julien Sicot | 4x100m vrije slag (m) | 7e        | serie 2: 3de in 3.17,64 finale: 7de in 3.16,23                                 |
| Fabien Horth Nicolas Kintz Amaury Leveaux Nicolas Rostoucher               | 4x200m vrije slag (m) | 7e        | serie 1: 4de in 7.21,31 finale: 7de in 7.17,43                                 |
| Frédérick Bousquet Hugues Duboscq Simon Dufour Franck Esposito             | 4x100m wisselslag (m) | 5e        | serie 2: 6de in 3.37,60 finale: 5de in 3.36.57                                 |
|                                                                            |                       |           |                                                                                |
| Malia Metella                                                              | 50m vrije slag (v)    | Zilver    | serie 10: 2de in 25,21 halve finale 2: 3de in 24,99 finale: 2de in 24,89       |
| Malia Metella                                                              | 100m vrije slag (v)   | 4e        | serie 6: 1ste in 55,08 halve finale 2: 4de in 54,57 finale: 4de in 54,50       |
| Solenne Figuès                                                             | 200m vrije slag (v)   | Brons     | serie 6: 2de in 1.59,90 halve finale 2: 1ste in 1.58,65 finale: 3de in 1.58,45 |
| Laure Manaudou                                                             | 400m vrije slag (v)   | Goud      | serie 5: 1ste in 4.06,76 finale: 1ste in 1.05,34                               |
| Laure Manaudou                                                             | 800m vrije slag (v)   | Zilver    | serie 4: 1ste in 8.25,91 finale: 2de in 8.24,96                                |
| Laure Manaudou                                                             | 100m rugslag (v)      | Brons     | serie 4: 1ste in 1.01,27 halve finale 2: 2de in 1.00,88 finale: 3de in 1.00,88 |
| Alexandra Putra                                                            | 100m rugslag (v)      | 29e       | serie 5: 8ste in 1.04,13                                                       |
| Alexandra Putra                                                            | 200m rugslag (v)      | 27e       | serie 5: 8ste in 2.19,75                                                       |
| Malia Metella                                                              | 100m vlinderslag (v)  | 9e        | serie 5: 5de in 59,38 halve finale 2: 5de in 59,28                             |
| Aurore Mongel                                                              | 100m vlinderslag (v)  | 25e       | serie 4: 8ste in 1.00,65                                                       |
| Aurore Mongel                                                              | 200m vlinderslag (v)  | 11e       | serie 3: 5de in 2.12,26 halve finale 2: 6de in 2.11,13                         |
| Céline Couderc Solenne Figuès Malia Metella Aurore Mongel                  | 4x100m vrije slag (v) | 5e        | serie 1: 3de in 3.42,42 finale: 5de in 3.40,23                                 |
| Céline Couderc Solenne Figuès Elsa N'Guessan Katarin Quelennec             | 4x200m vrije slag (v) | 10e       | serie 1: 6de in 8.09,42                                                        |
| Malia Metella Aurore Mongel Alexandra Putra Laurie Thomassin               | 4x100m wisselslag (v) | 14e       | serie 2: 8ste in 4.11,42                                                       |

Afghanistan · Albanië · Algerije · Amerikaanse Maagdeneilanden · Amerikaans-Samoa · Andorra · Angola · Antigua en Barbuda · Argentinië · Armenië · Aruba · Australië · Azerbeidzjan · Bahama's · Bahrein · Bangladesh · Barbados · België · Belize · Benin · Bermuda · Bhutan · Bolivia · Bosnië en Herzegovina · Botswana · Brazilië · Britse Maagdeneilanden · Brunei · Bulgarije · Burkina Faso · Burundi · Cambodja · Canada · Centraal-Afrikaanse Republiek · Chili · China · Chinees Taipei · Colombia · Comoren · Congo-Brazzaville · Congo-Kinshasa · Cookeilanden · Costa Rica · Cuba · Cyprus · Denemarken · Djibouti · Dominica · Dominicaanse Republiek · Duitsland · Ecuador · Egypte · El Salvador · Equatoriaal-Guinea · Eritrea · Estland · Ethiopië · Fiji · Filipijnen · Finland · Frankrijk · Gabon · Gambia · Georgië · Ghana · Grenada · Griekenland · Groot-Brittannië · Guam · Guatemala · Guinee · Guinee‑Bissau · Guyana · Haïti · Honduras · Hongarije · Hongkong · Ierland · IJsland · India · Indonesië · Irak · Iran · Israël · Italië · Ivoorkust · Jamaica · Japan · Jemen · Jordanië · Kaaimaneilanden · Kaapverdië · Kameroen · Kazachstan · Kenia · Kirgizië · Kiribati · Koeweit · Kroatië · Laos · Lesotho · Letland · Libanon · Liberia · Libië · Liechtenstein · Litouwen · Luxemburg · Macedonië · Madagaskar · Malawi · Malediven · Maleisië · Mali · Malta · Marokko · Mauritanië · Mauritius · Mexico · Micronesië · Moldavië · Monaco · Mongolië · Mozambique · Myanmar · Namibië · Nauru · Nederland · Nederlandse Antillen · Nepal · Nicaragua · Nieuw-Zeeland · Niger · Nigeria · Noord-Korea · Noorwegen · Oeganda · Oekraïne · Oezbekistan · Oman · Oostenrijk · Oost‑Timor · Pakistan · Palau · Palestina · Panama · Papoea-Nieuw-Guinea · Paraguay · Peru · Polen · Portugal · Puerto Rico · Qatar · Roemenië · Rusland · Rwanda · Saint Kitts en Nevis · Saint Lucia · Saint Vincent en Grenadines · Salomonseilanden · Samoa · San Marino · Sao Tomé en Principe · Saoedi-Arabië · Senegal · Servië en Montenegro · Seychellen · Sierra Leone · Singapore · Slovenië · Slowakije · Soedan · Somalië · Spanje · Sri Lanka · Suriname · Swaziland · Syrië · Tadzjikistan · Tanzania · Thailand · Togo · Tonga · Trinidad en Tobago · Tsjaad · Tsjechië · Tunesië · Turkije · Turkmenistan · Uruguay · Vanuatu · Venezuela · Verenigde Arabische Emiraten · Verenigde Staten · Vietnam · Wit-Rusland · Zambia · Zimbabwe · Zuid-Afrika · Zuid-Korea · Zweden · Zwitserland